# Tagebau Sedlitz
Der Tagebau Sedlitz war ein Braunkohletagebau im Lausitzer Braunkohlerevier, der von 1921 bis 1980 im Bezirk Cottbus betrieben wurde. Er lag im Kreis Senftenberg. Im Zuge der Rekultivierung entsteht als Bergbaufolgelandschaft der Sedlitzer See.

## Geografie
Der Tagebau Sedlitz lag in der Niederlausitz im sogenannten Niederlausitzer Braunkohlerevier. Abgebaut wurde Braunkohle des Lausitzer Unterflözes (2. Lausitzer Flözhorizont), das durch pleistozäne Erosion des eiszeitlichen Schmelzwassers in eine Vielzahl von Feldern zerschnitten war.
Der Tagebau lag nordöstlich der Stadt Senftenberg und südöstlich von Großräschen. Im Westen begrenzten ihn die Bahnstrecke Großenhain–Cottbus und die heutige Bundesstraße 169.

## Geschichte
Im Jahr 1921 begannen die Entwässerungsarbeiten für den Tagebau, der 1926 als Grube Ilse-Ost der Ilse Bergbau AG aufgeschlossen wurde. Die Kohleförderung im Hauptfeld begann 1928, aufgeschlossen wurden weiterhin die Nebenfelder Nord und Süd. Im Jahr 1931 wurde die Förderbrücke F35, eine der größten Abraumförderbrücken Deutschlands, in Betrieb genommen. Die Förderbrücke sowie der eingesetzte Eimerkettenbagger und der Schaufelradbagger wurden 1945 als Reparationszahlungen für die Sowjetunion demontiert.
Die Kohleförderung begann wieder im Jahr 1947. Der Tagebau Ilse-Ost wurde in Tagebau Tatkraft umbenannt. Er entwickelte sich im Zugbetrieb zum Nord- und Südfeld Sedlitz. Daraus entstand bis zum Jahr 1960 der Drehpunkt Sorno für das Hauptfeld Sedlitz. Von 1960 bis 1978 arbeitete ein Förderbrückenverband im Uhrzeigersinn um den Drehpunkt Sorno. Dafür wurde 1960 die Förderbrücke F34 Nummer 23 in Betrieb genommen.
In den Nebenfeldern Süd und Nord wurde die Kohleförderung 1961 und 1963 eingestellt. Im sogenannten Brückenfeld Sedlitz begann die Kohleförderung 1963. Am 18. März 1963 ereignete sich eine Havarie als der Haldenausleger der Förderbrücke auf die Kippe auflief und sich stark verformte. Deshalb wurde die Rohkohleförderung teilweise eingestellt. Am 1. Mai 1963 ging die Förderbrücke wieder in Betrieb.
Am 1. März 1978 wurde die Förderbrücke in Nähe der Ortschaft Lieske in die Endstellung gebracht. Im Jahr 1980 wurden die Arbeiten im Tagebau Sedlitz eingestellt.

## Förderbrückenverband
Die Förderbrücke F34, die der VEB Bagger-, Förderbrücken- und Gerätebau (BFG) Lauchhammer herstellte, wurde vom 10. März bis zum 11. August 1960 aufgebaut. Sie hatte eine Stützweite von 180 Metern und einen 75 Meter langen Haldenausleger. Angeschlossen an die Brücke war ein Eimerkettenbagger 640 Ds 1120. Ein weiterer Einkettenbagger vom Typ 622 Ds 1120, der von 1957 bis 1962 im Nordfeld eingesetzt war, wurde im August 1962 für den Förderbrückeneinsatz umgesetzt. Im Zweibaggerbetrieb konnten bis zu 65.000 Kubikmeter Abraum täglich bewegt werden.
Der Eimerkettenbagger 640 wurde im Oktober 1977 vom Brückenverband abgelöst und nach Hörlitz umgesetzt. Anschließend arbeitete der Förderverbund im Ein-Baggerbetrieb. Am 19. Februar 1978 legte man die Förderbrücke still. Am 10. März 1978 erfolgte ihre Übergabe an das Braunkohlenkombinat Bitterfeld, das die Brücke demontierte, um sie im Tagebau Delitzsch-Südwest wieder aufzubauen. Hier ging die Brücke mit dem neugebauten Eimerkettenbagger 1297 am 21. Dezember 1979 wieder in Betrieb.

## Braunkohle
Die geförderte Braunkohle wurde an die umliegenden Brikettfabriken und Kraftwerke in Senftenberg, Großräschen, Lauta und Schwarze Pumpe versorgt.
Insgesamt wurden 267 Millionen Tonnen Rohbraunkohle gefördert.

## Orts- und Flächeninanspruchnahme
Der Tagebau nahm eine Fläche von 2639 Hektar in Anspruch. 975 Millionen Kubikmeter Abraum wurden bewegt. Dabei wurden die Orte Rosendorf 1971 und Sorno im Jahr 1972 devastiert und 340 Einwohnern umgesiedelt. Von 1962 bis 1963 erfolgte der Teilortsabbruch von Sedlitz und von 1962 bis 1967 der Teilortsabbruch Lieskes mit 35 umgesiedelten Einwohnern.

## Sanierung und touristische Nutzung

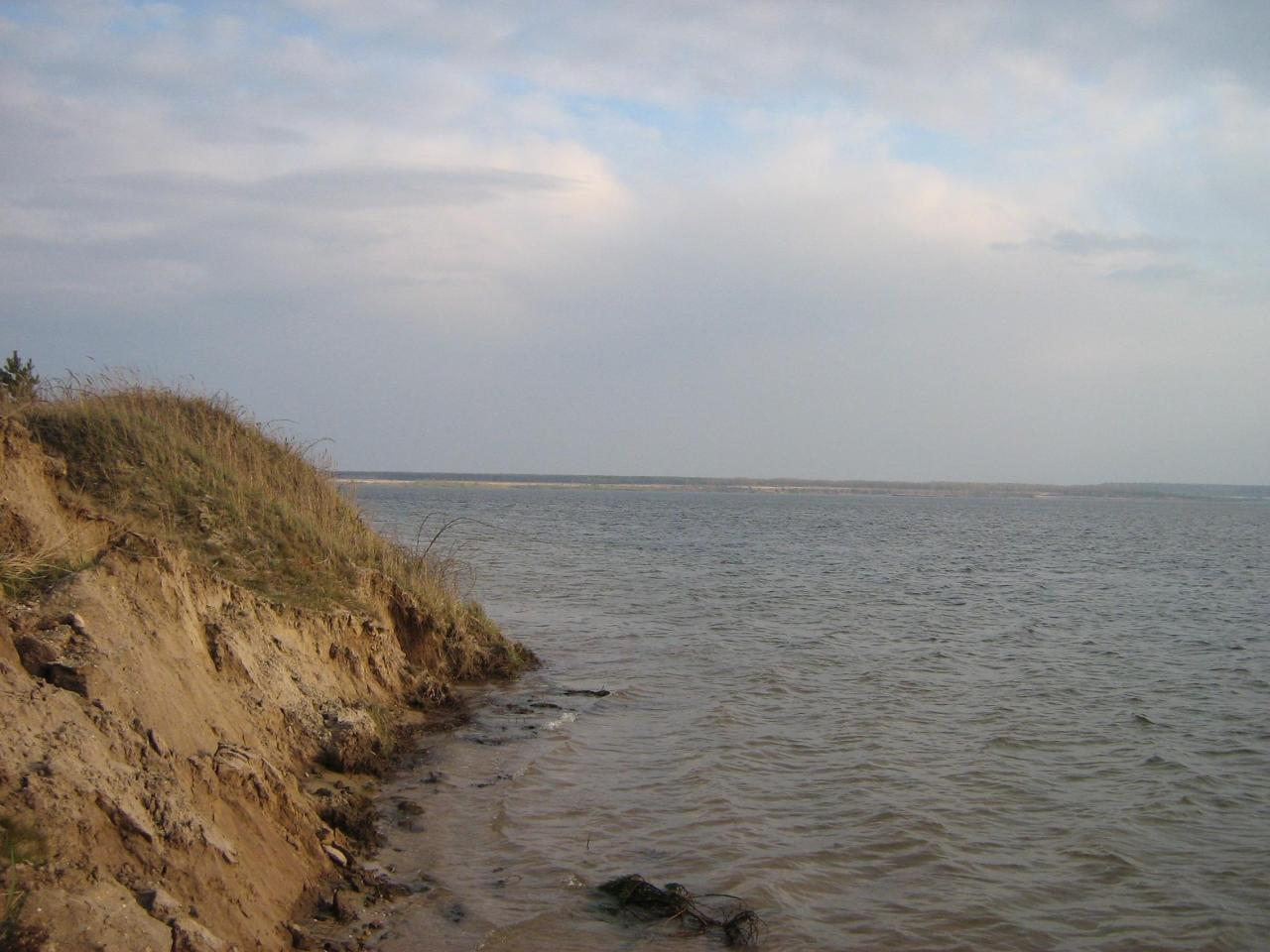
Entstehender Sedlitzer See

Die Lausitzer und Mitteldeutsche Bergbau-Verwaltungsgesellschaft (LMBV) sanierte das Gebiet des ehemaligen Tagebaus. Dabei wurden die gekippten Böschungen abgeflacht, ehemalige Deponien entfernt oder gesichert sowie Infrastruktur geschaffen und ehemalige Tagebauanlagen rückgebaut. Des Weiteren erfolgte eine Hebung und Reinigung des Tagebauwassers.
Als Bergbaufolgelandschaft entsteht durch Flutung des Restloches der Sedlitzer See. Er soll über den Sornoer Kanal mit dem Großräschener See und über den Rosendorfer Kanal mit dem Partwitzer See verbunden werden. Diese beiden Seen entstanden ebenfalls aus ehemaligen Tagebauen, der Großräschener See aus dem Tagebau Meuro und der Partwitzer See aus dem Tagebau Skado. Die Sanierungen am Sedlitzer See sollen Ende 2019 abgeschlossen sein.